# Kamienica przy ulicy Mickiewicza 26 w Katowicach
Kamienica przy ulicy Adama Mickiewicza 26 w Katowicach – zabytkowa kamienica mieszkalna, położona przy ulicy A. Mickiewicza 26 w Katowicach, w dzielnicy Śródmieście. Powstała ona w 1906 roku w stylu secesyjnym z elementami modernistycznymi według projektu Ludwiga Goldsteina.

## Historia
Kamienica została oddana do użytku w 1906 roku, a powstała ona według projektu Ludwiga Goldsteina. Jego firma zajęła się także jej budową. Została ona pierwotnie zaprojekowana jako kamienica mieszkalno-handlowa z dwoma lokalami usługo-handlowymi na parterze. W 1908 roku jeden ze sklepów zaadaptowano na lokal mieszkalny, zaś informacje o adaptacji drugiego sklepu nie są udokumentowane.
Pierwotnie kamienica ta należała do spółki dr Aronade i Ludwig Goldstein, a potem do momentu wybuchu II wojny światowej do dr. Aronade. W latach 50. XX wieku kamienicą administrował L. Marekwia.
W 1992 roku kamienica przeszła generalny remont, w ramach którego wymieniono wszystkie instalacje, wyremontowano i wymieniono stolarkę, odnowiono tynki wewnętrzne i przeprowadzono roboty dekarskie. Rok później wymieniono drzwi wejściowe, zaś w 1994 i 1996 roku zaadaptowano poddasze na mieszkania.
W dniu 11 kwietnia 1997 roku została ona wpisana do rejestru zabytków. W tym czasie właścicielem kamienicy było miasto Katowice, a budynek ten był w zarządzie Komunalnego Zakładu Gospodarki Mieszkaniowej w Katowicach. 
W 2018 roku kamienica ta pełniła funkcje mieszkalne. W sierpniu 2022 w systemie REGON było zarejestrowanych 11 podmiotów z siedzibą przy ulicy A. Mickiewicza 26. Wśród nich były to m.in.: placówki medyczne, spółdzielnia socjalna, pracownia projektowa i wspólnota mieszkaniowa.

## Charakterystyka
Zabytkowa kamienica mieszkalna położona jest przy ulicy A. Mickiewicza 26 w katowickiej dzielnicy Śródmieście, w południowej pierzei ulicy, na jej linii.
Jest to budynek murowany z cegły, powstały na planie odwróconej litery „L”, kryty dachem dwuspadowym z papy o stromej połaci frontowej z mansardami, zaś połać tylna jest o małym stopniu nachylenia. Budynek posiada cztery kondygnacje nadziemne, zaadaptowane na mieszkania poddasze i podpiwniczenie. Łączna powierzchnia użytkowa kamienicy wynosi 972 m², zaś powierzchnia zabudowy 347 m².
Architektonicznie budynek ma styl secesyjny z elementami modernizmu. Fasada gmachu jest symetryczna, siedmioosiowa na parterze i sześcioosiowa na wyższych kondygnacjach. Licowana jest ona białą cegłą glazurowaną. Secesyjny wystrój kamienicy prezentuje się w centralnej części fasady w formie dekorowanego układu trzech pionowych warstw, a także elementów roślinnych.
Drzwi wejściowe do kamienicy są drewniane, dwuskrzydłowe, pełne, z nadświetleniem, a portal zamknięty jest łukiem pełnym. Okna 1., 2., 6. i 7. osi są prostokątne, objęte wspólną profilowaną opaską, zaś okna 3. i 5. osi zamknięte są łukiem odcinkowym, w prostym tynkowanym obramieniu. Nad oknami drugiej kondygnacji w środkowej części kamienicy występują płyciny wypełnione pionowym żłobkowanym tynkiem, zaś kondygnację wyżej znajdują się owalne dekoracje.
Na frontowej elewacji kamienicy, w dwóch skrajnych osiach fasady znajdują się otwarte loggie balkonowe z półkolistymi balkonami występującymi przed lico budynku, zamknięte kutą modernistyczną balustradą. Fasada zwieńczona jest płynnym secesyjnym szczytem frontowym, a okno w szczycie zdobi maszkaron. 
Elewacje tylne kamienicy są ceglane.
We wnętrzu kamienicy, w sieni zachowane są oryginalne posadzki z płytek ceramicznych. Klatka schodowa zlokalizowana jest w na osi budynku, a na niej zachowała się także prosta, tralkowa, drewniana balustrada.
Kamienica jest wpisana do rejestru zabytków pod numerem A/1640/97 – ochroną objęty jest cały budynek. Budynek wpisany jest także do gminnej ewidencji zabytków miasta Katowice. 

## Galeria

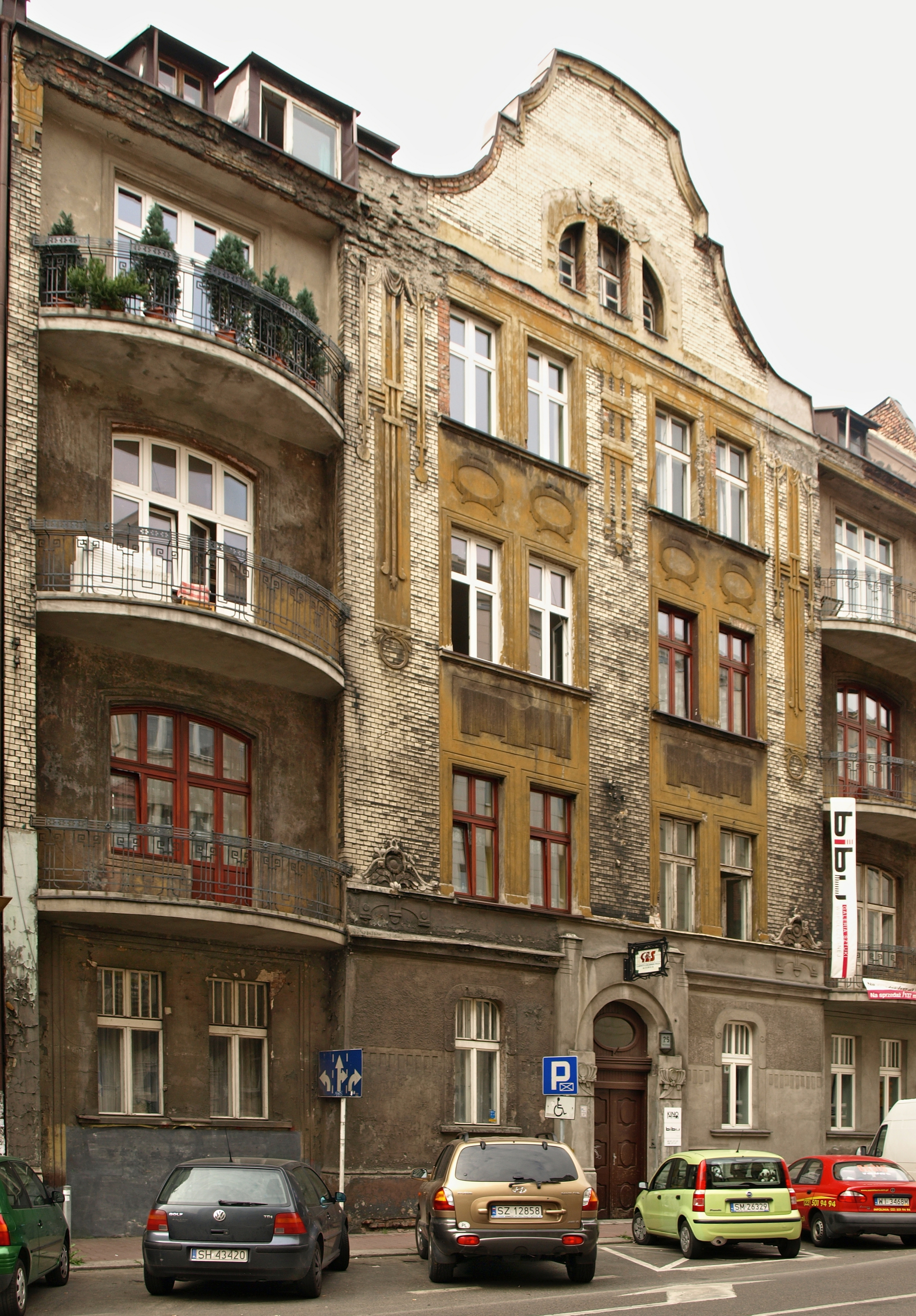
Kamienica w 2012 roku
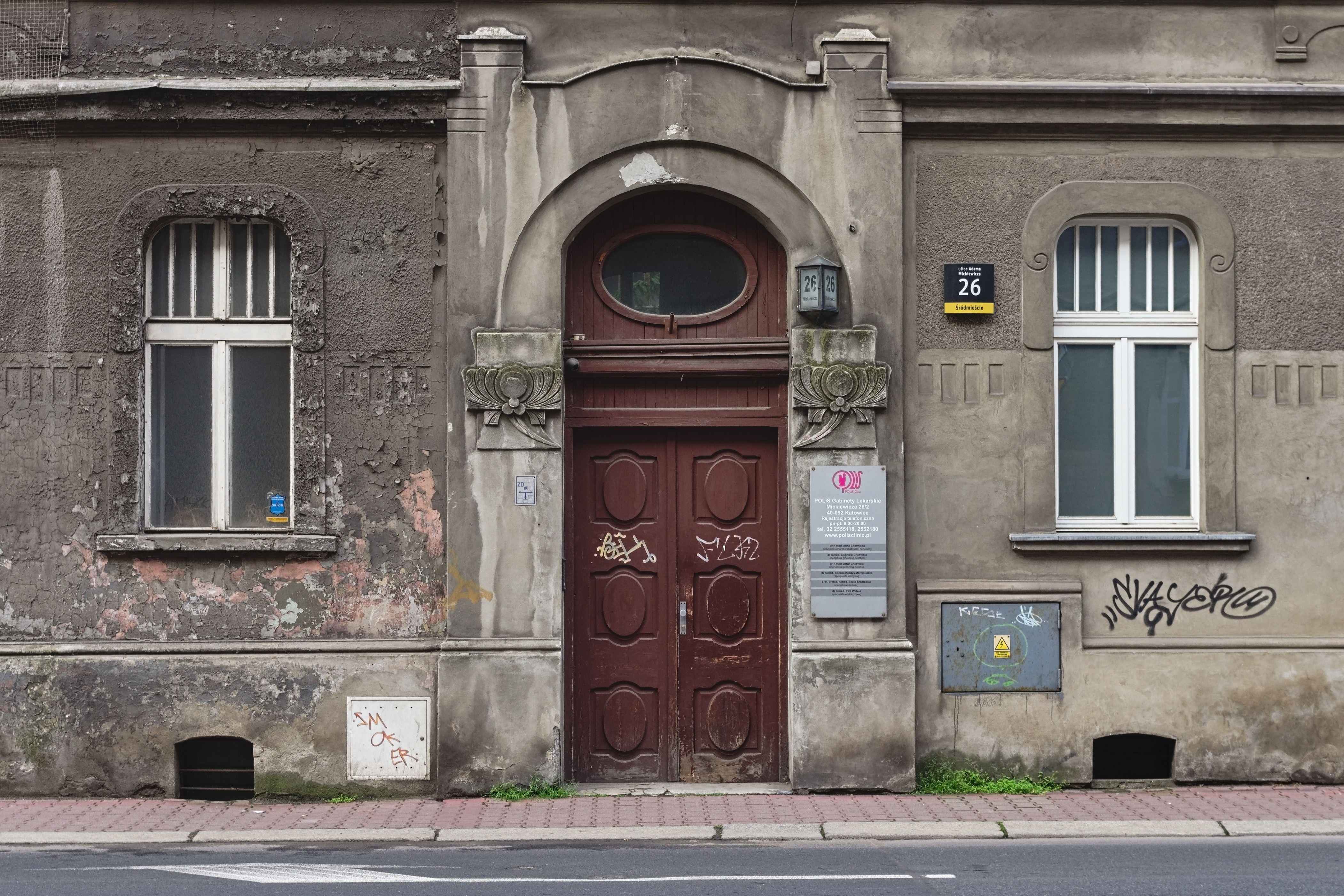
Drzwi wejściowe (2024)
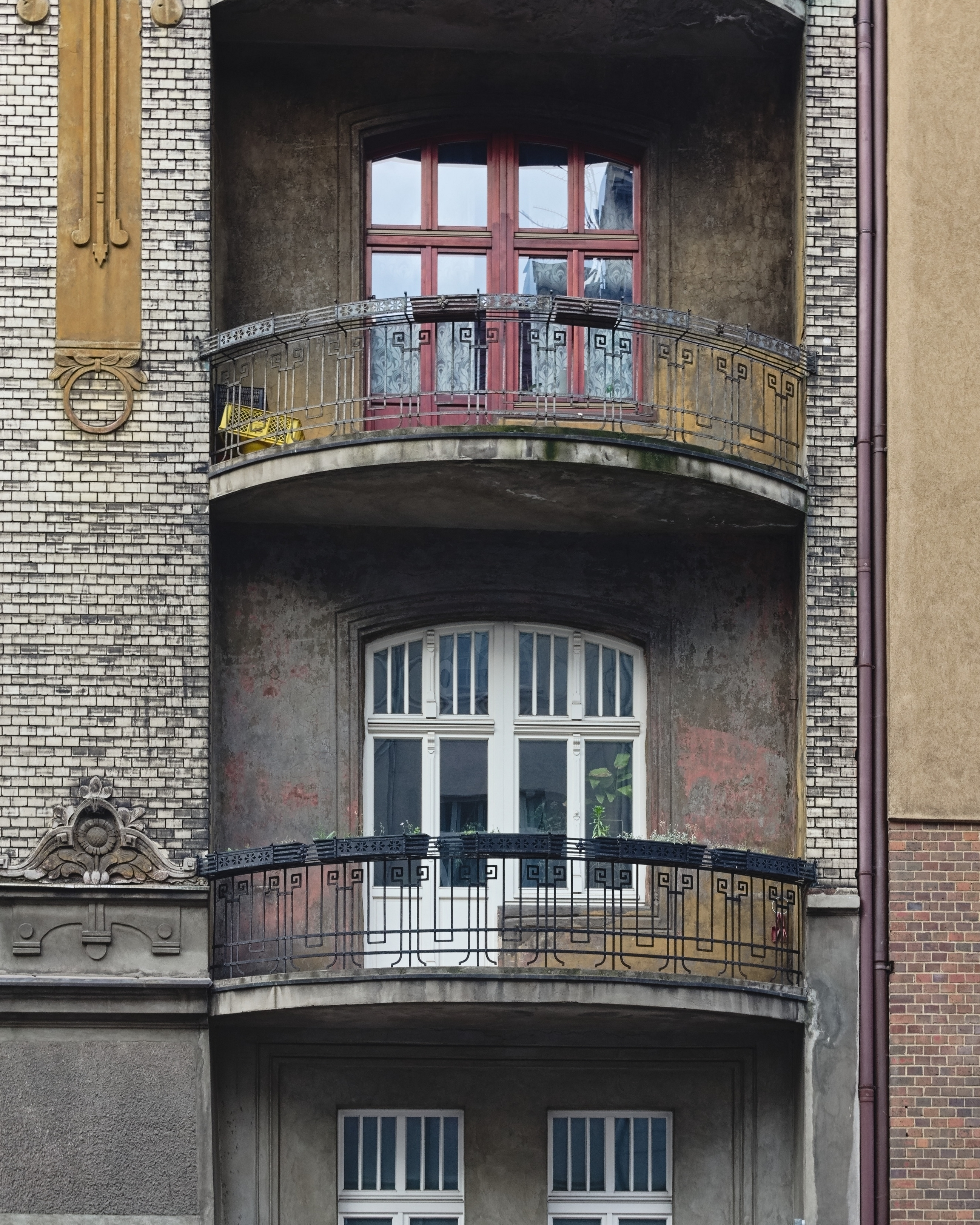
Balkony na I i II piętrze (2024)